# 로마의 내전
고대 로마의 내전은 몇 차례 있었으며, 특히 공화정 말기에 발생했다. 내전들 중에 가장 유명한 것은 기원전 40년대 율리우스 카이사르와 폼페이우스가 이끄는 로마 원로원의 옵티마테스파의 내전과 그 이후 벌어진 기원전 30년대 카이사르의 후계자들인 옥타비아누스와 마르쿠스 안토니우스 사이에 일어난 내전이다. 다음은 고대 로마에서 일어난 내전들의 목록이다.

## 공화정 말기
- 로마 공화정의 위기 - 기원전 133년부터 서기 30년까지의 정치 불안정과 사회적 혼란이 길던 시기이다.
- 동맹시 전쟁 - 로마와 다수의 이탈리아 동맹 도시들 사이에 벌어진 내전이다 (로마의 승리).
- 술라의 제1차 내전 (기원전 88년–기원전 87년) - 루키우스 코르넬리우스 술라의 지지자들과 가이우스 마리우스의 군대 사이에 벌어진 내전이다 (술라의 승리).
- 세르토리우스 전쟁 (기원전 83년–기원전 72년) - 로마와 가이우스 마리우스의 지지자인 퀸투스 세르토리우스 지휘하의 히스파니아 속주 사이에 벌어진 내전이다 (술라의 승리).
- 술라의 제2차 내전 (기원전 82년–기원전 81년) - 술라와 마리우스의 지지자들 사이의 내전이다 (술라의 승리)
- 레피두스 반란 (기원전 77년) - 술라의 집권에 맞서 레피두스가 반란을 일으켰다.
- 카틸리나 음모 사건 (기원전 63년–기원전 62년) - 원로원과 원로원에 불만족스러워하던 카틸리나의 동지들 사이의 내전이다 (원로원의 승리).
- 카이사르의 내전 (기원전 49년–기원전 45년) - 율리우스 카이사르와 폼페이우스가 이끄는 초창기 옵티마테스파 사이에 일어난 내전이다 (카이사르의 승리).
- 카이사르 이후의 내전 (기원전 44년–기원전 43년) - 원로원의 군대 (처음에는 키케로가 이끌고 그 후에는 옥타비아누스가 이끔)와 마르쿠스 안토니우스, 레피두스, 그들의 동료들의 군대 사이에 일어난 내전이다 (서로의 군대를 합치기로 강화 조약을 맺음).
- 리베라토레스의 내전 (기원전 44년–기원전 42년) - 제2차 삼두정치와 해방파들 (카이사르를 암살한 브루투스와 카시우스) 사이의 내전 (삼두정치 세력 승리).
- 시칠리아 반란 (기원전 44년–기원전 36년) - 제2차 삼두정치 (특히 옥타비아누스와 아그리파)와 폼페이우스의 아들인 섹스투스 폼페이우스 사이의 내전이다 (삼두정치 세력 승리).
- 페루시아 전쟁 (기원전 41년–기원전 40년) - 루키우스 안토니우스와 풀비아 (마르쿠스 안토니우스의 남동생과 부인)대 옥타비아누스의 세력 사이에 일어난 내전이다 (옥타비아누스 승리)
- 안토니우스의 내전 (기원전 32년–기원전 31년) - 마르쿠스 안토니우스와 클레오파트라 7세 필로파토르 대 옥타비아누스와 그의 친구이자 장군 아그리파 사이에 일어난 내전이다 (옥타비아누스의 승리).

## 제정 초기
- 네 명의 황제의 해 (서기 69년) - 네로 사망 후 (서기 68년) 이후 생겨난 여러 황제들 사이의 내전이다. 네로의 자살 이후에 장군들인 갈바, 오토, 비텔리우스는 서로 몇 달간 황제 자리를 차지했다. 그때까지 베스파시아누스 장군은 유대에서 발생한 반란을 진압하고 있었고, 승리를 거뒀다. 그는 플라비우스 왕조를 세웠다.

## 제정 중기
- 다섯 명의 황제의 해와 이후 내전 (서기 193년–서기 196년) - 콤모두스 암살 사건 (192년) 이후 (193년)에 암살범들인 페르티낙스와 디디우스 율리아누스, 장군들인 셉티미우스 세베루스, 페스켄니우스 니게르, 클로디우스 알비누스 사이에 일어난 내전이다. 세베루스가 승리를 거뒀고 세베루스 왕조를 세웠다.
- 여섯 황제의 해 (서기 238년) - 막시미누스 트락스]에 맞서 여러 장군들 사이에 일어난 내전이고 그가 사망한 이후에는 그들끼리 내전을 벌였다. 고르디아누스 1세와 고르디아누스 2세가 황제 자리를 차지하려다가 친 막시미누스의 군대에게 패배한 후, 막시미누스가 암살되었다. 푸피에누스, 발비누스, 고르디아누스 3세가 그를 대신하였지만, 앞에 두 명은 몇달만에 암살되었고 고르디나누스 3세만이 살아남았다.
- 3세기의 위기 (서기 235년–서기 284년) - 각자 황제가 되기 위해 장군들이 싸움을 벌였고 황제는 찬탈자들에 맞서 싸워, 그리하여 내전은 이 시기에 빈번했다.

## 제정 말기
- 테트라키아 내전 (서기 306년–서기 324년) - 막센티우스의 황제 찬탈로 시작되어,  플라비우스 발레리우스 세베루스, 리키니우스의 패배로 인해 서기 324년 콘스탄티누스 1세가 황제 자리를 차지하는 것으로 끝이 났다. 디오클레티아누스가 설치한 사두 정치는 다음의 전쟁들을 발발하게 하였다.
- 350년–351년 내전 - 콘스탄티우스 2세가 찬탈자 마그넨티우스를 패배시켰다.
- 394년 내전 - 동로마 제국 황제 테오도시우스 1세가 찬탈자 에우게니우스를 패배시켰다.
- 길도 반란 (서기 398년) - 코미즈 길도가 서로마 제국 황제 호노리우스에게 반란을 일으켰다. 이 반란은 서로마 제국의 마기스테르 밀리툼 스틸리코에게 진압되었다.

## 참고 자료
- Kohn, George Childs, 'Dictionary of Wars, Revised Edition' (Checkmark Books, New York, 1999)